# شوليه باي دي لوار 2025
شوليه باي دي لوار 2025 (بالفرنسية: Cholet Agglo Tour 2025)‏ هو سباق دراجات هوائية من فئة  1.1، وهو الموسم السابع والأربعين من شوليه باي دي لوار، وأقيم في 23 مارس 2025 ضمن سباقات طواف أوروبا للدراجات 2025.
فاز بالمركز الأول Lukáš Kubiš ‏، وحلَّ في المركز الثاني بنجامين توماس، بينما جاء نيكلاس لارسن في المركز الثالث.

## الفرق
| فرق عالمية (5)- Decathlon AG2R La Mondiale Team - Cofidis - Groupama-FDJ - Arkéa-B&B Hotels - Intermarché-Wanty فرق برو (10)- Team TotalEnergies - Unibet Tietema Rockets ‏ - تيم نوفو نورديسك ‏ - بنجوال باوليز ساوكس دبليو بي ‏ - برجس بي إتش ‏ - Equipo Kern Pharma ‏ - كاجا رورال-سيغوروس 2025 ‏ - أوسكالتيل أوسكادي 2025 ‏ - VF Group-Bardiani CSF-Faizanè - إيولو كوميت ‏ فرق قارية (5)- CIC U Nantes Atlantique ‏ - Nice Métropole Côte d'Azur ‏ - إتش بي بي تي بي – أوبير 93 ‏ - Van Rysel–Roubaix ‏ - بي إتش إس - بل بيتون بورنهولم 2025 ‏ |  |
| |  |

## المشاركون
| Decathlon-AG2R La Mondiale DAT | Decathlon-AG2R La Mondiale DAT | Decathlon-AG2R La Mondiale DAT |
| ------------------------------ | ------------------------------ | ------------------------------ |
| م                              | عداء                           | مرتبة                          |
| 1                              | Paul Seixas ‏                   | 48                             |
| 2                              | FRA                            | 61                             |
| 3                              | AUS                            | 74                             |
| 5                              | Jordan Labrosse ‏               | 31                             |
| 6                              | Gianluca Pollefliet ‏           | 46                             |

| Cofidis COF | Cofidis COF              | Cofidis COF    |
| ----------- | ------------------------ | -------------- |
| م           | عداء                     | مرتبة          |
| 11          | بريان كوكار              | 18             |
| 12          | Valentin Ferron ‏         | 26             |
| 13          | Oliver Knight (cyclist) ‏ | 29             |
| 14          | Sam Maisonobe ‏           | لم يكمل السباق |
| 15          | أنتوني بيريز             | لم يكمل السباق |
| 16          | بنجامين توماس            | 2              |
| 17          | Clément Izquierdo ‏       | لم يكمل السباق |

| Groupama-FDJ GFC | Groupama-FDJ GFC | Groupama-FDJ GFC |
| ---------------- | ---------------- | ---------------- |
| م                | عداء             | مرتبة            |
| 21               | Paul Penhoët ‏    | 12               |
| 22               | Cyril Barthe ‏    | 8                |
| 23               | Clément Davy ‏    | لم يكمل السباق   |
| 24               | أوليفييه لو جاك  | 30               |
| 25               | Matt Walls ‏      | 77               |
| 26               | NZL              | 35               |
| 27               | NZL              | 70               |

| Arkéa-B&B Hotels ARK | Arkéa-B&B Hotels ARK | Arkéa-B&B Hotels ARK |
| -------------------- | -------------------- | -------------------- |
| م                    | عداء                 | مرتبة                |
| 31                   | كليمان فنتوريني      | 19                   |
| 32                   | جينثي بيرمانز ‏       | لم يكمل السباق       |
| 33                   | Baptiste Gillet ‏     | 45                   |
| 34                   | Swann Gloux ‏         | لم يكمل السباق       |
| 35                   | Paul Thierry‏         | 72                   |
| 36                   | Edoardo Zamperini ‏   | لم يكمل السباق       |

| Intermarché-Wanty IWA | Intermarché-Wanty IWA | Intermarché-Wanty IWA |
| --------------------- | --------------------- | --------------------- |
| م                     | عداء                  | مرتبة                 |
| 41                    | Huub Artz ‏            | 32                    |
| 42                    | Vito Braet ‏           | لم يكمل السباق        |
| 43                    | آرنه ماريت ‏           | لم يكمل السباق        |
| 44                    | Felix Ørn-Kristoff ‏   | 20                    |
| 45                    | هوغو بيج ‏             | 53                    |
| 46                    | أدريان بيتي           | 68                    |
| 47                    | Tobias Müller ‏        | 40                    |

| Team TotalEnergies TEN | Team TotalEnergies TEN | Team TotalEnergies TEN |
| ---------------------- | ---------------------- | ---------------------- |
| م                      | عداء                   | مرتبة                  |
| 51                     | Jason Tesson ‏          | 92                     |
| 52                     | Lucas Boniface ‏        | لم يكمل السباق         |
| 53                     | Rayan Boulahoite ‏      | 56                     |
| 54                     | Emilien Jeannière ‏     | 28                     |
| 55                     | لورينزو مانزين         | 47                     |
| 56                     | Nicola Marcerou ‏       | 57                     |
| 57                     | Thomas Gachignard ‏     | 34                     |

| برجس بي إتش ‏ BBH | برجس بي إتش ‏ BBH          | برجس بي إتش ‏ BBH |
| ---------------- | ------------------------- | ---------------- |
| م                | عداء                      | مرتبة            |
| 61               | Ángel Fuentes ‏            | 43               |
| 62               | ESP                       | لم يكمل السباق   |
| 63               | Clément Alleno ‏           | 79               |
| 64               | Sainbayaryn Jambaljamts ‏  | لم يكمل السباق   |
| 65               | George Jackson (cyclist) ‏ | لم يكمل السباق   |
| 66               | Vojtěch Kmínek ‏           | 69               |
| 67               | David Delgado Higueruelo ‏ | لم يكمل السباق   |

| Equipo Kern Pharma ‏ EKP | Equipo Kern Pharma ‏ EKP | Equipo Kern Pharma ‏ EKP |
| ----------------------- | ----------------------- | ----------------------- |
| م                       | عداء                    | مرتبة                   |
| 71                      | فرنسيسكو غالفان         | لم يكمل السباق          |
| 72                      | Antonio Jesús Soto ‏     | 14                      |
| 73                      | Haimar Etxeberria ‏      | 15                      |
| 74                      | Miguel Ángel Fernández ‏ | لم يكمل السباق          |
| 75                      | Hugo Aznar ‏             | لم يكمل السباق          |
| 76                      | Unai Aznar ‏             | لم يكمل السباق          |
| 77                      | Mikel Retegi ‏           | 66                      |

| أوسكالتيل أوسكادي ‏ EUS | أوسكالتيل أوسكادي ‏ EUS    | أوسكالتيل أوسكادي ‏ EUS |
| ---------------------- | ------------------------- | ---------------------- |
| م                      | عداء                      | مرتبة                  |
| 81                     | Andoni López de Abetxuko ‏ | 21                     |
| 82                     | ESP                       | 37                     |
| 83                     | Gotzon Martín ‏            | 23                     |
| 84                     | Xabier Berasategi ‏        | 10                     |
| 85                     | Iker Mintegi ‏             | 93                     |
| 86                     | Txomin Juaristi ‏          | لم يكمل السباق         |
| 87                     | Unai Zubeldia ‏            | 59                     |

| كاجا رورال-سيغوروس ‏ CJR | كاجا رورال-سيغوروس ‏ CJR | كاجا رورال-سيغوروس ‏ CJR |
| ----------------------- | ----------------------- | ----------------------- |
| م                       | عداء                    | مرتبة                   |
| 91                      | إدوارد براديس           | لم يكمل السباق          |
| 92                      | Sergi Darder ‏           | 22                      |
| 93                      | Alex Díaz Álvarez ‏      | 67                      |
| 94                      | Javier Ibañez ‏          | 49                      |
| 95                      | Fernando Barceló ‏       | 24                      |
| 96                      | Iúri Leitão ‏            | لم يكمل السباق          |
| 97                      | Francisco Peñuela ‏      | لم يكمل السباق          |

| تيم نوفو نورديسك ‏ TNN | تيم نوفو نورديسك ‏ TNN              | تيم نوفو نورديسك ‏ TNN |
| --------------------- | ---------------------------------- | --------------------- |
| م                     | عداء                               | مرتبة                 |
| 101                   | Andrea Peron (cyclist, born 1988) ‏ | لم يكمل السباق        |
| 102                   | سام براند                          | 86                    |
| 103                   | Matyáš Kopecký ‏                    | 13                    |
| 104                   | Anton Muller‏                       | لم يكمل السباق        |
| 105                   | Declan Irvine ‏                     | 89                    |
| 106                   | Quinten De Graeve ‏                 | 88                    |
| 107                   | Filippo Ridolfo ‏                   | 39                    |

| Unibet Tietema Rockets ‏ RKT | Unibet Tietema Rockets ‏ RKT | Unibet Tietema Rockets ‏ RKT |
| --------------------------- | --------------------------- | --------------------------- |
| م                           | عداء                        | مرتبة                       |
| 111                         | Lukáš Kubiš ‏ (طريق)         | 1                           |
| 112                         | أندرياس ستوكبرو             | 4                           |
| 113                         | Jelle Johannink ‏            | 50                          |
| 114                         | Joren Bloem ‏                | لم يكمل السباق              |
| 115                         | مارتين بودينغ ‏              | لم يكمل السباق              |
| 116                         | Sebastian Nielsen ‏          | 90                          |
| 117                         | Abram Stockman ‏             | 38                          |

| بنجوال باوليز ساوكس دبليو بي ‏ WB2 | بنجوال باوليز ساوكس دبليو بي ‏ WB2 | بنجوال باوليز ساوكس دبليو بي ‏ WB2 |
| --------------------------------- | --------------------------------- | --------------------------------- |
| م                                 | عداء                              | مرتبة                             |
| 121                               | بيير باربييه                      | 44                                |
| 122                               | Axandre Van Petegem ‏              | 84                                |
| 123                               | Quentin Bezza ‏                    | لم يكمل السباق                    |
| 124                               | Jocelyn Baguelin ‏                 | 71                                |
| 125                               | Tom Portsmouth ‏                   | 60                                |
| 126                               | Jens Reynders ‏                    | 55                                |
| 127                               | لويك فليجن                        | لم يكمل السباق                    |

| VF Group-Bardiani CSF-Faizanè VBF | VF Group-Bardiani CSF-Faizanè VBF | VF Group-Bardiani CSF-Faizanè VBF |
| --------------------------------- | --------------------------------- | --------------------------------- |
| م                                 | عداء                              | مرتبة                             |
| 131                               | Federico Biagini ‏                 | لم يكمل السباق                    |
| 132                               | Filippo Magli ‏                    | 5                                 |
| 133                               | Edward Cruz ‏                      | لم يكمل السباق                    |
| 134                               | Lorenzo Conforti ‏                 | 27                                |
| 135                               | Mattia Pinazzi ‏                   | لم يكمل السباق                    |
| 137                               | Enrico Zanoncello ‏                | 82                                |

| إيولو كوميت ‏ PTV | إيولو كوميت ‏ PTV   | إيولو كوميت ‏ PTV |
| ---------------- | ------------------ | ---------------- |
| م                | عداء               | مرتبة            |
| 141              | Giovanni Lonardi ‏  | 6                |
| 142              | Davide Bais ‏       | 25               |
| 143              | (Wikidata:Q233)    | لم يكمل السباق   |
| 144              | ميركو مايستري      | 33               |
| 145              | Manuel Peñalver ‏   | 42               |
| 146              | Andrea Pietrobon ‏  | 54               |
| 147              | Samuele Zoccarato ‏ | 41               |

| إتش بي بي تي بي – أوبير 93 ‏ AUB | إتش بي بي تي بي – أوبير 93 ‏ AUB | إتش بي بي تي بي – أوبير 93 ‏ AUB |
| ------------------------------- | ------------------------------- | ------------------------------- |
| م                               | عداء                            | مرتبة                           |
| 151                             | ألان ريو ‏                       | لم يكمل السباق                  |
| 152                             | Morné van Niekerk ‏              | لم يكمل السباق                  |
| 153                             | Romain Cardis ‏                  | 9                               |
| 154                             | Lucas Beneteau ‏                 | 91                              |
| 155                             | Yohann Simon ‏                   | 36                              |
| 156                             | Dillon Corkery ‏                 | 17                              |
| 157                             | Jérémy Lecroq ‏                  | لم يكمل السباق                  |

| Van Rysel–Roubaix ‏ VRR | Van Rysel–Roubaix ‏ VRR | Van Rysel–Roubaix ‏ VRR |
| ---------------------- | ---------------------- | ---------------------- |
| م                      | عداء                   | مرتبة                  |
| 161                    | ايمانويل مورين         | 16                     |
| 162                    | بابتيست بلانكايرت      | لم يكمل السباق         |
| 163                    | Rait Ärm ‏              | لم يكمل السباق         |
| 164                    | Rémi Capron ‏           | 85                     |
| 165                    | Célestin Guillon ‏      | 83                     |
| 166                    | Valentin Tabellion ‏    | لم يكمل السباق         |
| 167                    | Kévin Avoine ‏          | 81                     |

| CIC U Nantes Atlantique ‏ UCN | CIC U Nantes Atlantique ‏ UCN | CIC U Nantes Atlantique ‏ UCN |
| ---------------------------- | ---------------------------- | ---------------------------- |
| م                            | عداء                         | مرتبة                        |
| 171                          | FRA                          | 7                            |
| 172                          | Ronan Augé ‏                  | 52                           |
| 173                          | Joris Chaussinand ‏           | 58                           |
| 174                          | Corentin Devroute ‏           | لم يكمل السباق               |
| 175                          | Justin Ducret ‏               | لم يكمل السباق               |
| 176                          | Similien Hamon‏               | 73                           |
| 177                          | Yaël Joalland ‏               | 11                           |

| Nice Métropole Côte d'Azur ‏ NMC | Nice Métropole Côte d'Azur ‏ NMC | Nice Métropole Côte d'Azur ‏ NMC |
| ------------------------------- | ------------------------------- | ------------------------------- |
| م                               | عداء                            | مرتبة                           |
| 181                             | Damien Girard (cyclist) ‏        | لم يكمل السباق                  |
| 182                             | Andrei Carbunarea‏               | 63                              |
| 183                             | Noah Knecht‏                     | لم يكمل السباق                  |
| 184                             | Alexander Konijn ‏               | 62                              |
| 185                             | Axel Narbonne-Zuccarelli ‏       | لم يكمل السباق                  |
| 186                             | Andrea Mifsud ‏                  | 64                              |
| 187                             | Dylan Massa‏                     | لم يكمل السباق                  |

| بي إتش إس - بل بيتون بورنهولم ‏ BPC | بي إتش إس - بل بيتون بورنهولم ‏ BPC | بي إتش إس - بل بيتون بورنهولم ‏ BPC |
| ---------------------------------- | ---------------------------------- | ---------------------------------- |
| م                                  | عداء                               | مرتبة                              |
| 191                                | ماركوس هانسن                       | 51                                 |
| 192                                | نيكلاس لارسن                       | 3                                  |
| 193                                | Daniel Stampe ‏                     | لم يكمل السباق                     |
| 194                                | Emil Schandorff Iwersen ‏           | 65                                 |
| 195                                | Victor Grue Enggaard ‏              | 87                                 |
| 196                                | Boas Lysgaard ‏                     | 75                                 |
| 197                                | Martin Szokody ‏                    | لم يكمل السباق                     |

| بايك أيد ‏ BAI | بايك أيد ‏ BAI   | بايك أيد ‏ BAI  |
| ------------- | --------------- | -------------- |
| م             | عداء            | مرتبة          |
| 201           | Simon Bak ‏      | 76             |
| 202           | Antoine Berlin ‏ | 80             |
| 203           | Léo Bouvier ‏    | لم يكمل السباق |
| 204           | GER             | لم يكمل السباق |
| 205           | Anton Schiffer ‏ | 78             |
| 206           | GER             | لم يكمل السباق |

| Decathlon-AG2R La Mondiale DAT | Decathlon-AG2R La Mondiale DAT | Decathlon-AG2R La Mondiale DAT |
| ------------------------------ | ------------------------------ | ------------------------------ |
| م                              | عداء                           | مرتبة                          |
| 1                              | Paul Seixas ‏                   | 48                             |
| 2                              | FRA                            | 61                             |
| 3                              | AUS                            | 74                             |
| 5                              | Jordan Labrosse ‏               | 31                             |
| 6                              | Gianluca Pollefliet ‏           | 46                             |

| Cofidis COF | Cofidis COF              | Cofidis COF    |
| ----------- | ------------------------ | -------------- |
| م           | عداء                     | مرتبة          |
| 11          | بريان كوكار              | 18             |
| 12          | Valentin Ferron ‏         | 26             |
| 13          | Oliver Knight (cyclist) ‏ | 29             |
| 14          | Sam Maisonobe ‏           | لم يكمل السباق |
| 15          | أنتوني بيريز             | لم يكمل السباق |
| 16          | بنجامين توماس            | 2              |
| 17          | Clément Izquierdo ‏       | لم يكمل السباق |

| Groupama-FDJ GFC | Groupama-FDJ GFC | Groupama-FDJ GFC |
| ---------------- | ---------------- | ---------------- |
| م                | عداء             | مرتبة            |
| 21               | Paul Penhoët ‏    | 12               |
| 22               | Cyril Barthe ‏    | 8                |
| 23               | Clément Davy ‏    | لم يكمل السباق   |
| 24               | أوليفييه لو جاك  | 30               |
| 25               | Matt Walls ‏      | 77               |
| 26               | NZL              | 35               |
| 27               | NZL              | 70               |

| Arkéa-B&B Hotels ARK | Arkéa-B&B Hotels ARK | Arkéa-B&B Hotels ARK |
| -------------------- | -------------------- | -------------------- |
| م                    | عداء                 | مرتبة                |
| 31                   | كليمان فنتوريني      | 19                   |
| 32                   | جينثي بيرمانز ‏       | لم يكمل السباق       |
| 33                   | Baptiste Gillet ‏     | 45                   |
| 34                   | Swann Gloux ‏         | لم يكمل السباق       |
| 35                   | Paul Thierry‏         | 72                   |
| 36                   | Edoardo Zamperini ‏   | لم يكمل السباق       |

| Intermarché-Wanty IWA | Intermarché-Wanty IWA | Intermarché-Wanty IWA |
| --------------------- | --------------------- | --------------------- |
| م                     | عداء                  | مرتبة                 |
| 41                    | Huub Artz ‏            | 32                    |
| 42                    | Vito Braet ‏           | لم يكمل السباق        |
| 43                    | آرنه ماريت ‏           | لم يكمل السباق        |
| 44                    | Felix Ørn-Kristoff ‏   | 20                    |
| 45                    | هوغو بيج ‏             | 53                    |
| 46                    | أدريان بيتي           | 68                    |
| 47                    | Tobias Müller ‏        | 40                    |

| Team TotalEnergies TEN | Team TotalEnergies TEN | Team TotalEnergies TEN |
| ---------------------- | ---------------------- | ---------------------- |
| م                      | عداء                   | مرتبة                  |
| 51                     | Jason Tesson ‏          | 92                     |
| 52                     | Lucas Boniface ‏        | لم يكمل السباق         |
| 53                     | Rayan Boulahoite ‏      | 56                     |
| 54                     | Emilien Jeannière ‏     | 28                     |
| 55                     | لورينزو مانزين         | 47                     |
| 56                     | Nicola Marcerou ‏       | 57                     |
| 57                     | Thomas Gachignard ‏     | 34                     |

| برجس بي إتش ‏ BBH | برجس بي إتش ‏ BBH          | برجس بي إتش ‏ BBH |
| ---------------- | ------------------------- | ---------------- |
| م                | عداء                      | مرتبة            |
| 61               | Ángel Fuentes ‏            | 43               |
| 62               | ESP                       | لم يكمل السباق   |
| 63               | Clément Alleno ‏           | 79               |
| 64               | Sainbayaryn Jambaljamts ‏  | لم يكمل السباق   |
| 65               | George Jackson (cyclist) ‏ | لم يكمل السباق   |
| 66               | Vojtěch Kmínek ‏           | 69               |
| 67               | David Delgado Higueruelo ‏ | لم يكمل السباق   |

| Equipo Kern Pharma ‏ EKP | Equipo Kern Pharma ‏ EKP | Equipo Kern Pharma ‏ EKP |
| ----------------------- | ----------------------- | ----------------------- |
| م                       | عداء                    | مرتبة                   |
| 71                      | فرنسيسكو غالفان         | لم يكمل السباق          |
| 72                      | Antonio Jesús Soto ‏     | 14                      |
| 73                      | Haimar Etxeberria ‏      | 15                      |
| 74                      | Miguel Ángel Fernández ‏ | لم يكمل السباق          |
| 75                      | Hugo Aznar ‏             | لم يكمل السباق          |
| 76                      | Unai Aznar ‏             | لم يكمل السباق          |
| 77                      | Mikel Retegi ‏           | 66                      |

| أوسكالتيل أوسكادي ‏ EUS | أوسكالتيل أوسكادي ‏ EUS    | أوسكالتيل أوسكادي ‏ EUS |
| ---------------------- | ------------------------- | ---------------------- |
| م                      | عداء                      | مرتبة                  |
| 81                     | Andoni López de Abetxuko ‏ | 21                     |
| 82                     | ESP                       | 37                     |
| 83                     | Gotzon Martín ‏            | 23                     |
| 84                     | Xabier Berasategi ‏        | 10                     |
| 85                     | Iker Mintegi ‏             | 93                     |
| 86                     | Txomin Juaristi ‏          | لم يكمل السباق         |
| 87                     | Unai Zubeldia ‏            | 59                     |

| كاجا رورال-سيغوروس ‏ CJR | كاجا رورال-سيغوروس ‏ CJR | كاجا رورال-سيغوروس ‏ CJR |
| ----------------------- | ----------------------- | ----------------------- |
| م                       | عداء                    | مرتبة                   |
| 91                      | إدوارد براديس           | لم يكمل السباق          |
| 92                      | Sergi Darder ‏           | 22                      |
| 93                      | Alex Díaz Álvarez ‏      | 67                      |
| 94                      | Javier Ibañez ‏          | 49                      |
| 95                      | Fernando Barceló ‏       | 24                      |
| 96                      | Iúri Leitão ‏            | لم يكمل السباق          |
| 97                      | Francisco Peñuela ‏      | لم يكمل السباق          |

| تيم نوفو نورديسك ‏ TNN | تيم نوفو نورديسك ‏ TNN              | تيم نوفو نورديسك ‏ TNN |
| --------------------- | ---------------------------------- | --------------------- |
| م                     | عداء                               | مرتبة                 |
| 101                   | Andrea Peron (cyclist, born 1988) ‏ | لم يكمل السباق        |
| 102                   | سام براند                          | 86                    |
| 103                   | Matyáš Kopecký ‏                    | 13                    |
| 104                   | Anton Muller‏                       | لم يكمل السباق        |
| 105                   | Declan Irvine ‏                     | 89                    |
| 106                   | Quinten De Graeve ‏                 | 88                    |
| 107                   | Filippo Ridolfo ‏                   | 39                    |

| Unibet Tietema Rockets ‏ RKT | Unibet Tietema Rockets ‏ RKT | Unibet Tietema Rockets ‏ RKT |
| --------------------------- | --------------------------- | --------------------------- |
| م                           | عداء                        | مرتبة                       |
| 111                         | Lukáš Kubiš ‏ (طريق)         | 1                           |
| 112                         | أندرياس ستوكبرو             | 4                           |
| 113                         | Jelle Johannink ‏            | 50                          |
| 114                         | Joren Bloem ‏                | لم يكمل السباق              |
| 115                         | مارتين بودينغ ‏              | لم يكمل السباق              |
| 116                         | Sebastian Nielsen ‏          | 90                          |
| 117                         | Abram Stockman ‏             | 38                          |

| بنجوال باوليز ساوكس دبليو بي ‏ WB2 | بنجوال باوليز ساوكس دبليو بي ‏ WB2 | بنجوال باوليز ساوكس دبليو بي ‏ WB2 |
| --------------------------------- | --------------------------------- | --------------------------------- |
| م                                 | عداء                              | مرتبة                             |
| 121                               | بيير باربييه                      | 44                                |
| 122                               | Axandre Van Petegem ‏              | 84                                |
| 123                               | Quentin Bezza ‏                    | لم يكمل السباق                    |
| 124                               | Jocelyn Baguelin ‏                 | 71                                |
| 125                               | Tom Portsmouth ‏                   | 60                                |
| 126                               | Jens Reynders ‏                    | 55                                |
| 127                               | لويك فليجن                        | لم يكمل السباق                    |

| VF Group-Bardiani CSF-Faizanè VBF | VF Group-Bardiani CSF-Faizanè VBF | VF Group-Bardiani CSF-Faizanè VBF |
| --------------------------------- | --------------------------------- | --------------------------------- |
| م                                 | عداء                              | مرتبة                             |
| 131                               | Federico Biagini ‏                 | لم يكمل السباق                    |
| 132                               | Filippo Magli ‏                    | 5                                 |
| 133                               | Edward Cruz ‏                      | لم يكمل السباق                    |
| 134                               | Lorenzo Conforti ‏                 | 27                                |
| 135                               | Mattia Pinazzi ‏                   | لم يكمل السباق                    |
| 137                               | Enrico Zanoncello ‏                | 82                                |

| إيولو كوميت ‏ PTV | إيولو كوميت ‏ PTV   | إيولو كوميت ‏ PTV |
| ---------------- | ------------------ | ---------------- |
| م                | عداء               | مرتبة            |
| 141              | Giovanni Lonardi ‏  | 6                |
| 142              | Davide Bais ‏       | 25               |
| 143              | (Wikidata:Q233)    | لم يكمل السباق   |
| 144              | ميركو مايستري      | 33               |
| 145              | Manuel Peñalver ‏   | 42               |
| 146              | Andrea Pietrobon ‏  | 54               |
| 147              | Samuele Zoccarato ‏ | 41               |

| إتش بي بي تي بي – أوبير 93 ‏ AUB | إتش بي بي تي بي – أوبير 93 ‏ AUB | إتش بي بي تي بي – أوبير 93 ‏ AUB |
| ------------------------------- | ------------------------------- | ------------------------------- |
| م                               | عداء                            | مرتبة                           |
| 151                             | ألان ريو ‏                       | لم يكمل السباق                  |
| 152                             | Morné van Niekerk ‏              | لم يكمل السباق                  |
| 153                             | Romain Cardis ‏                  | 9                               |
| 154                             | Lucas Beneteau ‏                 | 91                              |
| 155                             | Yohann Simon ‏                   | 36                              |
| 156                             | Dillon Corkery ‏                 | 17                              |
| 157                             | Jérémy Lecroq ‏                  | لم يكمل السباق                  |

| Van Rysel–Roubaix ‏ VRR | Van Rysel–Roubaix ‏ VRR | Van Rysel–Roubaix ‏ VRR |
| ---------------------- | ---------------------- | ---------------------- |
| م                      | عداء                   | مرتبة                  |
| 161                    | ايمانويل مورين         | 16                     |
| 162                    | بابتيست بلانكايرت      | لم يكمل السباق         |
| 163                    | Rait Ärm ‏              | لم يكمل السباق         |
| 164                    | Rémi Capron ‏           | 85                     |
| 165                    | Célestin Guillon ‏      | 83                     |
| 166                    | Valentin Tabellion ‏    | لم يكمل السباق         |
| 167                    | Kévin Avoine ‏          | 81                     |

| CIC U Nantes Atlantique ‏ UCN | CIC U Nantes Atlantique ‏ UCN | CIC U Nantes Atlantique ‏ UCN |
| ---------------------------- | ---------------------------- | ---------------------------- |
| م                            | عداء                         | مرتبة                        |
| 171                          | FRA                          | 7                            |
| 172                          | Ronan Augé ‏                  | 52                           |
| 173                          | Joris Chaussinand ‏           | 58                           |
| 174                          | Corentin Devroute ‏           | لم يكمل السباق               |
| 175                          | Justin Ducret ‏               | لم يكمل السباق               |
| 176                          | Similien Hamon‏               | 73                           |
| 177                          | Yaël Joalland ‏               | 11                           |

| Nice Métropole Côte d'Azur ‏ NMC | Nice Métropole Côte d'Azur ‏ NMC | Nice Métropole Côte d'Azur ‏ NMC |
| ------------------------------- | ------------------------------- | ------------------------------- |
| م                               | عداء                            | مرتبة                           |
| 181                             | Damien Girard (cyclist) ‏        | لم يكمل السباق                  |
| 182                             | Andrei Carbunarea‏               | 63                              |
| 183                             | Noah Knecht‏                     | لم يكمل السباق                  |
| 184                             | Alexander Konijn ‏               | 62                              |
| 185                             | Axel Narbonne-Zuccarelli ‏       | لم يكمل السباق                  |
| 186                             | Andrea Mifsud ‏                  | 64                              |
| 187                             | Dylan Massa‏                     | لم يكمل السباق                  |

| بي إتش إس - بل بيتون بورنهولم ‏ BPC | بي إتش إس - بل بيتون بورنهولم ‏ BPC | بي إتش إس - بل بيتون بورنهولم ‏ BPC |
| ---------------------------------- | ---------------------------------- | ---------------------------------- |
| م                                  | عداء                               | مرتبة                              |
| 191                                | ماركوس هانسن                       | 51                                 |
| 192                                | نيكلاس لارسن                       | 3                                  |
| 193                                | Daniel Stampe ‏                     | لم يكمل السباق                     |
| 194                                | Emil Schandorff Iwersen ‏           | 65                                 |
| 195                                | Victor Grue Enggaard ‏              | 87                                 |
| 196                                | Boas Lysgaard ‏                     | 75                                 |
| 197                                | Martin Szokody ‏                    | لم يكمل السباق                     |

| بايك أيد ‏ BAI | بايك أيد ‏ BAI   | بايك أيد ‏ BAI  |
| ------------- | --------------- | -------------- |
| م             | عداء            | مرتبة          |
| 201           | Simon Bak ‏      | 76             |
| 202           | Antoine Berlin ‏ | 80             |
| 203           | Léo Bouvier ‏    | لم يكمل السباق |
| 204           | GER             | لم يكمل السباق |
| 205           | Anton Schiffer ‏ | 78             |
| 206           | GER             | لم يكمل السباق |

## التصنيف العام النهائي
| التصنيف العام         | التصنيف العام      | التصنيف العام                  | التصنيف العام | التصنيف العام |
| العداء                | العداء             | الفريق                         | الوقت         |               |
| --------------------- | ------------------ | ------------------------------ | ------------- | ------------- |
| 1                     | Lukáš Kubiš ‏       | Unibet Tietema Rockets ‏        | 4 س 39 د 50 ث |               |
| 2                     | بنجامين توماس      | كوفيديس                        | + 0 ث         |               |
| 3                     | نيكلاس لارسن       | بي إتش إس - بل بيتون بورنهولم ‏ | + 3 ث         |               |
| 4                     | أندرياس ستوكبرو    | Unibet Tietema Rockets ‏        | + 8 ث         |               |
| 5                     | Filippo Magli ‏     | بردياني سي إس إف فايزاني       | + 8 ث         |               |
| 6                     | Giovanni Lonardi ‏  | إيولو كوميت ‏                   | + 8 ث         |               |
| 7                     | فرنسا              | CIC U Nantes Atlantique ‏       | + 8 ث         |               |
| 8                     | Cyril Barthe ‏      | إف دي جي                       | + 8 ث         |               |
| 9                     | Romain Cardis ‏     | إتش بي بي تي بي – أوبير 93 ‏    | + 8 ث         |               |
| 10                    | Xabier Berasategi ‏ | أوسكالتيل أوسكادي ‏             | + 8 ث         |               |
|                       |                    |                                |               |               |
| مصدر: ProCyclingStats |                    |                                |               |               |

## وصلات خارجية
- الموقع الرسمي
- لمحة عن سباق شوليه باي دي لوار 2025 على موقع  ProCyclingStats   (برو  سايكلنج  ستاتس) - إحصاءات  محترفي  الدراجات.
- شوليه باي دي لوار 2025 على موقع إحصائيات الدراجات الإحترافية (الإنجليزية)